# جون إدوارد دينسمور
الدكتور جون إدوارد دينسمور (بالإنجليزية: John Edward Dinsmore)‏ (1951-1862) عالم نبات وأستاذ جامعي أمريكي ولد في 17 تشرين الثاني 1862 في وينسلو (بالإنجليزية: Winslow)‏، مين وتوفي في القدس. عمل مديرا للبعثة الأمريكية (الأميركان كولوني) في القدس وناظرا فخريا لمعشب بوست في الجامعة الأمريكية في بيروت. قام دينسمور بدراسات حول نباتات سورية (التي كانت تعني آنذاك كامل بلاد الشام) ومنها دراسة حول السوسن في سورية أسماها (بالإنجليزية: The genus Iris in Syria and Palestine)‏. كان إنجازه الأكبر توسيع العمل الضخم الذي قام به سلفه جورج بوست في توثيق أكثر من ثلاثة آلاف نوع نباتي وتوصيفها من خلال دراسة مسحية شملت كامل سوريا الطبيعية من مرعش إلى رأس محمد ونشرها في كتابه نباتات سوريا وفلسطين وسيناء: من طوروس إلى رأس محمد ومن البحر المتوسط إلى بادية الشام. صدرت الطبعة الثانية التي نقحها وزادها دينسمور عن مطبعة الجامعة الأمريكية في بيروت في جزئين، الأول عام 1932 والثاني عام 1933. شملت الطبعة الثانية توثيقا ووصفا لحوالي 4200 نوع نباتي تتبع 955 جنساً و142 فصيلة.

## آثاره
من آثاره بالعربية:

## من الأنواع التي وصفها
- السوسن الأرزي (باللاتينية: Iris cedreti)
- السوسن القلموني (باللاتينية: Iris antilibanotica)
- السوسن الوستي (باللاتينية: Iris westii)

## من الأنواع التي سميت تكريما له
- ثوم دينسمور (باللاتينية: Allium dinsmorei)